# Le Tueur du lac
Le Mystère du lac Peur sur le lac
Le Tueur du lac est une série télévisée franco-belge en huit épisodes de 52 minutes, créée par Bruno Dega et Jeanne Le Guillou et diffusée en Suisse romande à partir du 1er septembre 2017 sur RTS 1, en Belgique à partir du 17 octobre 2017 sur La Une et en France à partir du 9 novembre 2017 sur TF1.
Il s'agit de la série dérivée du Mystère du lac (2015).
La série est une coproduction d'Elephant Story, TF1, AT-Production et la RTBF (télévision belge).

## Synopsis
À Annecy, Lise Stocker, policière, et Clovis Bouvier, gendarme, mènent une vie paisible autour de leur premier enfant Tom, âgé seulement de neuf mois. La maman ayant repris son activité professionnelle, le couple peut rouvrir une enquête difficile : ils tentent d'appréhender un redoutable tueur de femmes…

## Distribution
- Julie de Bona : Lise Stocker
- Lannick Gautry : Clovis Bouvier
- Clément Manuel : William
- Julie Depardieu : Laure
- Pierre Perrier : Mathias
- Marie-Anne Chazel : Marianne Stocker
- Anny Duperey : Françoise
- Philippe Lefebvre : Alexis Geller
- Lola Dewaere : Mathilde
- Joyce Bibring : Noémie
- Moussa Maaskri : Yacine
- Cécile Rebboah : Cécile
- Matthias Van Khache : Marc
- Justine Le Pottier : Marina
- Abraham Belaga : Tony
- Juliette Plumecocq-Mech : la procureure
- Charlotte Robin : Eva Marciano
- Romane Bohringer : le commandant Diane Varella
- Clémence Faure : Marthe
- Sophie de Fürst : la serveuse au restaurant de Cécile
- Fanny Piot : la fille que rencontre Mathias
- Floriane Durin : Anne et Ines Gauvois

## Production

### Genèse et développement
Il s'agit de la série dérivée du Mystère du lac (2015).
La série est une coproduction d'Elephant Story, TF1, AT-Production et la RTBF (télévision belge).
Après le succès du Mystère du lac, qui avait attiré en moyenne 6,4 millions de téléspectateurs en France et 450 000 en Belgique, la production a imaginé une deuxième saison. Deux ans après la première saison, la suite est diffusée sur TF1, RTS 1 et La Une sous un titre légèrement différent : Le Tueur du lac. 

### Attribution des rôles
L'action se déplace du lac de Sainte-Croix vers le lac d'Annecy et les héros sont toujours la capitaine de police Lise Stocker et le commandant de gendarmerie Clovis Bouvier. Cependant, le rôle de Lise Stocker est désormais incarné par Julie de Bona en remplacement de Barbara Schulz,. Barbara Schulz était, en effet, prise par la pièce de théâtre L'Éveil du chameau de Murielle Magellan.
Julie Depardieu rejoint le casting : « Le tournage s'est très bien déroulé. J'ai adoré Julie de Bona mais ne comptez pas sur moi pour vous donner des détails sur son personnage et sur le mien. ».

### Fiche technique
- Titre original : Le Tueur du lac
- Création : Bruno Dega et Jeanne Le Guillou
- Réalisation : Jérôme Cornuau
- Scénario : Bruno Dega et Jeanne Le Guillou
- Musique : Armand Amar (générique Bang Bang composé par Sonny Bono et adapté en français par Georges Aber et Claude Carrère)
- Décors : Valérie Elder Fontaine
- Costumes : Sandrine Weill
- Photographie : Philippe Piffeteau
- Son : Pierre Gauthier
- Montage : Quentin Boulay et Brian Schmitt
- Maquillage : Catherine George
- Production : Pauline Éon et Guillaume Renouil
- Société de production : Elephant Story, TF1, AT-Production et la RTBF
- Sociétés de distribution : RTS 1, RTBF et TF1 Televisions
- Pays de production :  France /  Belgique
- Langue originale : français
- Format : couleur
- Genre : thiller policier
- Durée : 52 minutes
- Dates de diffusion :
  - Suisse romande : 1er septembre 2017 sur RTS 1[5]
  - Belgique : 17 octobre 2017 sur La Une
  - France : du 9 au 30 novembre 2017 sur TF1

## Épisodes
Les épisodes, sans titre, sont numérotés de 1 à 8.

## Suite
Une suite dérivée de six épisodes, Peur sur le lac, réalisée par Jérôme Cornuau, avec dans les rôles secondaires Sylvie Testud, Clotilde Courau et Anne Charrier, est diffusée en 2020.